# Su nombre es Joaquín
Su nombre es Joaquín est un téléroman chilien diffusé en 2011 - 2012 par TVN.

## Distribution
- Álvaro Rudolphy : Joaquín Arellano
- Luciana Echeverría : Magdalena Silva
- Francisco Pérez-Bannen : Alonso Montero
- Paola Volpato : Lola Briceño
- Alejandra Fosalba : Julia Ossa
- Antonia Santa María : Carolina Ortega
- Adela Secall : Laura Mardones
- Matías Oviedo : Sebastián Pérez
- María José Illanes : Dolores Silva
- Mauricio Pesutic : Dionisio Silva
- Maricarmen Arrigorriaga : Sonia Arce
- Marcela Medel : Milagros Lucero
- Bastián Bodenhöfer : Raúl Sanfuentes
- Óscar Hernández : Eduardo Mardones
- Sebastián Layseca : Tomás Alamparte
- Nicolás Oyarzún : Dante Silva

## Diffusion internationale
| Pays  | Chaîne | Titre                | Série première |
| ----- | ------ | -------------------- | -------------- |
| Chili | TVN    | Su nombre es Joaquín | 5 octobre 2011 |

### Sources
- (es) Cet article est partiellement ou en totalité issu de l’article de Wikipédia en espagnol intitulé « Su nombre es Joaquín » (voir la liste des auteurs).